# Kowari (animal)
Dasyuroides byrnei
Genre
Espèce
Synonymes
- Dasycercus byrnei (Spencer, 1896)

Statut de conservation UICN

 VU C2b : Vulnérable
Le kowari (Dasyucercus byrnei ; en anglais : Kowari ou Brush-tailed Marsupial Rat, Byrne's Crest-tailed Marsupial Rat) est un petit marsupial carnivore d'Australie, la seule espèce de son genre

## Sous-espèces
On distingue deux sous-espèces :
- Dasyuroides byrnei byrnei, trouvée dans le nord-est du territoire de peuplement.
- Dasyuroides byrnei pallidior, trouvée au sud-ouest.

## Description
Le kowari mesure de 13,5 à 18 cm de long avec une queue de 13 à 14 cm et pèse de 70 à 140 g. Il ressemble à un rat avec un pelage gris cendré et à l'extrémité de la queue, une touffe de poils noirs. Les pattes et la première moitié de la queue sont dépourvues de poils. Il a de grandes oreilles pointues et de grands yeux.

## Répartition et habitat
On le trouve dans la région du Lac Eyre (semble y avoir disparu), dans le Nord-Est de l'Australie-Méridionale et dans le Sud-Ouest du Queensland.
Il vit dans les régions désertiques et les savanes sèches.

## Mode de vie
Animal essentiellement nocturne, il vit en bandes dans de terriers récupérés ou creusés par ses soins, sortant la nuit pour chasser. En période de disette ou de froid, il peut ralentir son métabolisme

## Alimentation
Il se nourrit essentiellement d'insectes et d'araignées mais probablement aussi de petits rongeurs, lézards, oiseaux. Il peut s'attaquer à des animaux plus gros que lui et les saigner en les attaquant au cou. Il n'a pas besoin de boire, sa nourriture lui apportant l'eau dont il a besoin[réf. nécessaire].

## Reproduction
Il atteint la maturité sexuelle entre 7 et 9 mois. La saison de reproduction se déroule d'avril à décembre. La durée de gestation est de 30 à 36 jours. La femelle donne naissance à 5 petits en moyenne. Ils restent dans la poche de leur mère pendant 30 jours. Ils deviennent indépendant au bout de 95 à 110 jours (3 mois) lorsqu'ils sont capables d'ingurgiter de la nourriture solide. La femelle a deux portées par an, la première entre mai et juillet, et la seconde vers novembre.